# D.F.C. in het seizoen 1957/58
Het seizoen 1957/1958 was het vierde jaar in het bestaan van de Dordtse betaaldvoetbalclub D.F.C.. De club kwam uit in de Eerste divisie A en eindigde daarin op een gedeelde eerste plaats, de beslissingswedstrijd tegen Willem II werd met 3–1 verloren. Tevens deed de club mee aan het toernooi om de KNVB beker, hierin werd in de tweede ronde verloren van PSV (0–4).

## Wedstrijdstatistieken

### Eerste divisie A
|       | AGOVV | Alkmaar '54 | DWS   | EDO   | Excelsior | De Graafschap | Helmond | HVC   | RBC   | Roda Sport | SVV   | Vitesse | Volendam | VSV   | Willem II |
| ----- | ----- | ----------- | ----- | ----- | --------- | ------------- | ------- | ----- | ----- | ---------- | ----- | ------- | -------- | ----- | --------- |
| Thuis | 2 – 2 | 3 – 0       | 3 – 1 | 4 – 1 | 2 – 0     | 2 – 1         | 2 – 1   | 1 – 1 | 2 – 1 | 3 – 0      | 6 – 1 | 6 – 1   | 2 – 0    | 3 – 0 | 1 – 1     |
| Uit   | 0 – 0 | 2 – 1       | 2 – 4 | 1 – 2 | 1 – 4     | 6 – 2         | 1 – 2   | 1 – 1 | 1 – 5 | 2 – 1      | 2 – 3 | 1 – 0   | 1 – 1    | 1 – 1 | 3 – 2     |

### Beslissingswedstrijd
| Beslissingswedstrijd                                                                         | Willem II                                            | 3 – 1 (3 – 0) | D.F.C.          |
| 7 juni 1958 Plaats: 's-Hertogenbosch De Vliert Toeschouwers: 28.000 Scheidsrechter: Leo Horn | Nico van Elderen 12' Gerrit de Wit 23' Kurt Zaro 34' |               | 86' Bas Hijbeek |

### KNVB beker
| Voorronde                                                           | Hilversum                                                               | 2 – 2 (1 – 0) D.F.C. door op basis van uitdoelpunten | D.F.C.                            |
| 1 september 1957 Plaats: Hilversum Gemeentelijk Sportpark Hilversum | Hans van den Brug –', –'                                                |                                                      | Piet Meeusen Jan de Jager         |
| 1e ronde                                                            | Steenbergen                                                             | 0 – 2 (0 – 2)                                        | D.F.C.                            |
| 26 december 1957 Plaats: Steenbergen J.C.-terrein                   |                                                                         |                                                      | 25' Piet Meeusen 42' Wim de Groot |
| 2e ronde                                                            | PSV                                                                     | 4 – 0 (1 – 0)                                        | D.F.C.                            |
| 16 februari 1958 Plaats: Eindhoven Philips Stadion                  | Theo Buenen 17' Trevor Ford 50' Jan van den Heuvel 55' Piet Fransen 59' |                                                      |                                   |

## Statistieken D.F.C. 1957/1958

### Eindstand D.F.C. in de Nederlandse Eerste divisie A 1957 / 1958
| Stand | Gespeeld | Gewonnen | Gelijk | Verloren | Punten | Doelpunten voor | Doelpunten tegen |
| ----- | -------- | -------- | ------ | -------- | ------ | --------------- | ---------------- |
| 2e    | 30       | 18       | 7      | 5        | 43     | 71              | 36               |

### Topscorers
| #                    | Naam               | Goal |
| -------------------- | ------------------ | ---- |
| 1.                   | Piet Meeusen       | 19   |
| 2.                   | Wim de Groot       | 13   |
| 3.                   | Arie Schoon        | 12   |
| 4.                   | Kees van den Bosch | 9    |
| 4.                   | Jan de Jager       | 9    |
| 6.                   | Koos Schaap        | 4    |
| 7.                   | Bas Hijbeek        | 3    |
| Onbekende doelpunten |                    |      |
| –                    | Onbekend           | 2    |
| Totaal               | Totaal             | 71   |

| #      | Naam         | Goal |
| ------ | ------------ | ---- |
| 1.     | Piet Meeusen | 2    |
| 2.     | Wim de Groot | 1    |
| 2.     | Jan de Jager | 1    |
| Totaal | Totaal       | 4    |

| #      | Naam        | Goal |
| ------ | ----------- | ---- |
| 1.     | Bas Hijbeek | 1    |
| Totaal | Totaal      | 1    |